# Strongyliceps anderseni
Strongyliceps anderseni là một loài nhện trong họ Linyphiidae.
Loài này thuộc chi Strongyliceps. Strongyliceps anderseni được Herman Theodor Holm miêu tả năm 1962.